# Jaguaré (piłkarz)
Jaguaré Bezerra de Vasconcelos również znany jako Jaguaré (ur. 14 lipca 1905 w Rio de Janeiro, zm. 27 października 1940 w Santo Anastácio) – brazylijski piłkarz grający na pozycji bramkarza.

## Kariera klubowa
Jaguaré karierę zaczął w klubie CR Vasco da Gama w latach dwudziestych. Z Vasco da Gama zdobył mistrzostwo stanu Rio de Janeiro – Campeonato Carioca w 1929. W roku 1932 przeszedł do Corinthians Paulista. W 1934 roku zdecydował się na ponowny wyjazd do Europy do Sportingu. W latach 1935–1936 był zawodnikiem FC Barcelona.
W latach 1936–1939 występował w Olympique Marsylia. Z Olympique zdobył mistrzostwo Francji 1937 oraz Puchar Francji 1938. Po powrocie do Brazylii występował jeszcze w São Cristóvão Rio de Janeiro.

## Kariera reprezentacyjna
W reprezentacji Brazylii Jaguaré zadebiutował 24 czerwca 1928 roku w meczu ze szkockim klubem Motherwell FC. Ostatni raz w reprezentacji zagrał 2 lipca 1931 roku w meczu z węgierskim klubem Ferencvárosi TC. Nigdy nie wystąpił w meczu międzypaństwowym reprezentacji Brazylii.